# Список правителей Могульского ханства

## ПравителиМогульского ханстваиз династииТуглуктимуридов
- Мансур-хан, сын Султан Ахмад-хана I, старший хан Могульского ханства в Турфане (1516—1544)
- Султан Саид-хан, сын Султан-Ахмад хана I, младший хан Могульского ханства в Яркенде (1514—1533)
- Абд ар-Рашид-хан I, сын Султан Саид-хана, хан Могульского ханства в Яркенде (1533—1559)
- Абд ал-Карим-хан, сын  Абд ар-Рашид-хана I, единый хан Могульского ханства (1559—1591)
- Мухаммад-хан III, сын  Абд ар-Рашид-хана I, единый хан Могульского ханства (1592—1610)
- Абд ар-Рахим-хан, сын Абд ар-Рашид-хана I, младший хан Могульского ханства в Турфане (1596—1635)
- Шуджа ад-Дин Ахмад-хан, сын Мухаммад-хана III, хан Могульского ханства в Яркенде (1610—1618)
- Курайш-хан II, сын Йунус-султана, старший хан Могульского ханства в Яркенде (1618)
- Абд ал-Латиф-хан I (Апак-хан), сын Шуджа ад-Дин Ахмад-хана, старший хан Могульского ханства в Яркенде (1618—1630)
- Султан-Ахмад-хан II (Фулад-хан), сын Зийа ад-Дин Ахмад-султана (Тимур-султана), старший хан Могульского ханства в Яркенде(1630—1632), (1635—1638)
- Султан-Махмуд-хан II (Кылыч-хан), сын Зийа ад-Дин Ахмад-султана (Тимур-султана), старший хан Могульского ханства в Яркенде (1632—1635)
- Абдаллах-хан, сын Абд ар-Рахим-хана, единый хан Могульского ханства (1638—1668)
- Султан Саид Баба-хан, сын Абд ар-Рахим-хана, младший хан Могульского ханства в Турфане (1638—1680)
- Йулбарс-хан, сын Абдаллах-хана, султан Кашгара 1637—1665, султан Хотана 1665—1667, хан Могульского ханства в Яркенде (1668—1669)
- Абу-л-Мухаммад-хан, сын Абд ар-Рахим-хана, младший хан Могульского ханства в Турфане (1637—1655)
- Ибрахим-хан, сын Абд ар-Рахим-хана, султан Хотана и младший хан Могульского ханства в Турфане (1637—1641)
- Нур уд-Дин-хан, сын Абдаллах-хана, султан Хотана (1641—1650), султан Аксу (1650—1667)
- Убайдулла-хан, сын Йулбарс-хан, султан Хотана (1661—1665)
- Абд ал-Латиф-хан II, сын Йулбарс-хана, хан Могульского ханства в Яркенде (1669—1670)
- Исмаил-хан, сын Абд ур-Рахим-хана, султан Аксу 1667—1670, ханан Могульского ханства в Яркенде (1670—1678)
- Абд ар-Рашид-хан II — хан Могульского ханства в Яркенде (1680—?)
- Мухаммад Амин-хан, сын Султан Саид Баба-хана, хан Могульского ханства в Яркенде (1681)—1692)
- Мухаммад Мумин-хан, сын Мухаммад Амин-хана, хан Могульского ханства в Яркенде (1692)—1706)[1][2]

## См.также
- Чагатайский улус
- Моголистан
- Манглай-Субе